# Schootense Loop
De Schootense Loop (ook: Schootensche Loop) is een zijriviertje van de Goorloop dat zich bevindt ten zuiden van Stiphout in de gemeente Helmond.
De bovenloop van dit maar enkele kilometers lange riviertje ligt geheel binnen de nieuwe woonwijk Brandevoort en maakt deel uit van de waterpartijen aldaar.
De benedenloop ervan stroomt langs het Coovelsbos en een bedrijventerrein om ten zuiden van Stiphout in de Goorloop uit te monden.